# 대한민국-쿠바 관계
대한민국-쿠바 관계는 대한민국과 쿠바 간의 양국 관계를 가리킨다.

## 역사

### 미수교국 시절
대한민국과 쿠바 양국은 2023년까지도 수교하지 않은 상태였다. 이는 한반도 분단이라는 특수한 상황에서 비롯되었다. 1948년 대한민국이 정부 수립과 함께 국제 사회의 일원으로 승인을 받던 시절, 쿠바도 1949년 7월 12일에 대한민국에 대한 국가 승인을 하였다. 또한 6.25 전쟁 시기에는 대한민국에 279만 달러를 원조하기도 했다. 그러나 1959년에 피델 카스트로가 주도한 쿠바 혁명을 통해 사회주의 체제를 수립한 쿠바는 사회주의, 반미주의 노선을 공유한 조선민주주의인민공화국과의 특수 관계를 표명하면서 대한민국과는 교류 단절을 선언하였다. 따라서 쿠바는 냉전 시기에 미국을 위시한 서방권에 속해 있던 대한민국에 적대적인 시각으로 대해 왔고, 조선민주주의인민공화국과 함께 대한민국 서울에서 개최된 1988년 하계 올림픽에도 불참하면서 조선민주주의인민공화국과의 우방 관계를 강조해왔다.
쿠바는 냉전 체제의 종식, 미국의 제재 조치 강화 등으로 인한 경제적 어려움을 극복하기 위해 실리 외교 노선으로 전향했으나, 조선민주주의인민공화국과의 외교 관계를 중시해왔기 때문에 대한민국과의 외교 관계 수립에는 미온적이었다. 대한민국은 김대중 정부 시절이던 1999년 10월에 열린 유엔 총회에서 쿠바에 대한 미국의 금수조치 해제 촉구 결의안에 처음으로 찬성표를 던졌고, 2000년에는 쿠바와의 수교 제안을 처음으로 밝혔다. 이후 이명박 정부 시절에는 쿠바와의 영사 관계 수립을 제안했고, 박근혜 정부, 문재인 정부 및 윤석열 정부에서도 쿠바에 대한 수교 제의가 이루어졌으나, 쿠바 정부의 소극적인 자세로 인하여 이루어지지 않았다. 2005년에는 대한무역투자진흥공사(KOTRA)가 아바나에 무역관을 설치하여 대한민국과 쿠바 간의 무역 및 통상 교류에서 핵심적인 역할을 수행했다. 이처럼 쿠바는 대한민국과의 외교 관계가 없었음에도 불구하고 경제, 문화 분야에서 활발한 교류를 진행해 왔다.
2016년에는 윤병세 대한민국 외교부 장관이 쿠바를 처음으로 방문하여 쿠바와의 외교 관계 수립 의사를 전달했다. 그 뒤 몇 차례 외교장관 접견은 이뤄졌으나, 구체적인 수준의 수교 합의가 이뤄지지는 않았었다. 대한민국과 쿠바 간의 외교 관계 수립 이전까지 대한민국 정부에서는 주멕시코 대한민국 대사관이 쿠바에 관한 영사 업무를 겸임했고, 쿠바 정부에서는 주일본 쿠바 대사관이 대한민국에 관한 영사 업무를 겸임했다.

### 2024년 수교 합의
대한민국과 쿠바는 2024년 2월 14일에 미국 뉴욕에 위치한 유엔 주재 양국 정부 대표부에서 외교 공한(공식 편지)을 교환하는 방식으로 양국 간의 대사급 외교 관계를 수립하기로 합의했는데, 조선민주주의인민공화국의 반발을 고려하여 극도의 보안 속에서 진행되었다. 2024년 4월 28일에는 대한민국과 쿠바 정부가 상대방 국가에 상주 외교 공관을 개설하기로 합의했다.
2025년 1월 7일에는 쿠바 정부로부터 초대 대한민국 주재 쿠바 대사로 내정된 클라우디오 라울 몬손 바에사가 최상목 당시 대한민국 대통령 권한대행·경제부총리 겸 기획재정부 장관에게 신임장을 제정했다. 대한민국 정부에서도 초대 쿠바 주재 대사가 쿠바 정부의 신임장 제정을 기다리고 있었기 때문에 대한민국과 쿠바 양국 정부는 2025년에 상대방 국가에 상주 외교 공관을 개설할 것으로 예상되었다. 2025년 1월 17일에는 쿠바 아바나에 위치한 주쿠바 대한민국 대사관이 임시 대사 체제로 문을 열었다. 2025년 1월 31일에는 최상목 대한민국 대통령 권한대행·경제부총리 겸 기획재정부 장관이 이호열 초대 쿠바 주재 대한민국 대사에게 신임장을 수여했다. 2025년 6월 10일에는 대한민국 서울특별시에 위치한 주한 쿠바 대사관이 정식 개관했다.

## 같이 보기
- 대한민국의 대외 관계
- 대한민국의 재외공관 목록
- 쿠바의 대외 관계
- 쿠바의 재외공관 목록